# Édouard Barbey
Pour les articles homonymes, voir Barbey (homonymie).
Édouard Polydore Isaac Barbey, né à Béziers (Hérault) le 2 septembre 1831, mort à Paris le 26 mars 1905, est un homme politique français.

## Biographie
Élève de l'École navale, il commence une carrière dans la marine militaire en 1849. Il quitte l'armée en 1862 avec le grade de lieutenant de vaisseau. Il aide ensuite son père dans la gestion de l'entreprise familiale de filature à Mazamet (Tarn). De 1871 à 1882, il est maire de Mazamet et conseiller général. Par trois fois, il échoue aux élections législatives. Il est finalement élu sénateur en 1882. Après être passé au gouvernement, il devient en 1893 président de la commission de la Marine, et président de la commission des finances en 1896, cumulant les deux postes jusqu'en 1901. Il est alors élu vice président du Sénat, de 1901 à 1904.
- Ministre de la Marine et des Colonies du 30 mai au 12 décembre 1887 dans le gouvernement Maurice Rouvier (1)
- Ministre de la Marine du 10 novembre 1889 au 27 février 1892 dans les gouvernements Pierre Tirard (2) et Charles de Freycinet (4)

- Sénateur du Tarn de 1882 à 1905.

Il est promu officier de la Légion d'honneur en 1871.